# Федерален щат
Вижте пояснителната страница за други значения на Щат.
Щатът е държавна административно-териториална единица с определена степен на самоуправление в редица държави с федерално устройство.

## Държави с щати
- Австралия
- Австрия[1]
- Бразилия
- Венецуела
- Индия
- Малайзия
- Мексико
- Микронезия
- Нигерия
- Съединени американски щати
- Канада